# Ad Petri Cathedram
Ad Petri Cathedram (latín: En la cátedra de Pedro) es la primera encíclica del papa Juan XXIII. Fue promulgada el 29 de junio de 1959 y trata sobre la verdad, la unidad y la paz en el espíritu de la caridad.